# Серафімовське (Ставропольський край)
Серафімовське (рос. Серафимовское) — село у Арзгірському районі Ставропольського краю Російської Федерації.
Муніципальне утворення — Арзгірський муніципальний округ. Населення становить 2012 осіб.

## Історія
Згідно із законом від 4 жовтня 2004 року № 88-КЗ у 2004—2020 роках муніципальним утворенням було сільське поселення село Серафімовське.

## Населення
| 1911  | 1989  | 2002  | 2010  | 2011  | 2012  | 2014  |
| ----- | ----- | ----- | ----- | ----- | ----- | ----- |
| 8233  | ↘2609 | ↘2406 | ↘2082 | ↘2079 | ↗2082 | ↘2029 |
| 2015  | 2016  | 2017  | 2018  | 2019  | 2020  |       |
| ↗2051 | ↘2029 | ↗2035 | ↗2049 | ↘2027 | ↘2012 |       |